# Bau
Bau lub Baba (sum. dba-u2 lub dba-ba6) – w mitologii sumeryjskiej bogini czczona w mieście Lagasz, gdzie uważano ją za córkę boga Anu i małżonkę boga Ningirsu (lub też Zababy). Z bogiem Ningirsu miała ona mieć dwóch synów – bóstwa Ig-alima i Szul-szagana. Do naszych czasów zachowały się liczne dokumenty dotyczące ofiar składanych w E-tarsirsir – jej świątyniach w Lagasz i Girsu. Na babilońskich stelach kudurru boginię tę symbolizuje przedmiot, który interpretowany jest jako wialnia.